# يوسف سيلني
يوسف سيلني (23 يناير 1902 – 15 مايو 1981) لاعب كرة قدم تشيكوسلوفاكي راحل كان يجيد اللعب في خط الهجوم .
لعب طوال مسيرته الرياضية في أندية هاناسكا سلافيا كروميريز، سلافيا براغ (1923-1926) سبارتا براغ (1926-1933) نيم (1933-1934) بوهيميانز براغ (1934-1935) هاناسكا سلافيا كروميريز (1935-1940).
مثل منتخب تشيكوسلوفاكيا 50 مباراة مسجلا 28 هدف (1925-1934). شارك مع منتخب تشيكوسلوفاكيا في بطولة كأس العالم 1934 في إيطاليا حيث لعب مباراة الدور الأول أمام رومانيا ثم ساهم في احتلال منتخب بلاده المركز الثاني.
قام بتدريب أندية هاناسكا سلافيا كروميريز (1935-1940).

## وصلات خارجية
- يوسف سيلني على موقع الاتحاد الدولي (مؤرشف)  (الإنجليزية)
- يوسف سيلني على موقع الاتحاد التشيكي (الإنجليزية)
- يوسف سيلني على موقع قاعدة بيانات كرة القدم.إي يو (الإنجليزية)
- يوسف سيلني على موقع ناشيونال فوتبول تيمز (الإنجليزية)

- سيرة ذاتية